# Väcker

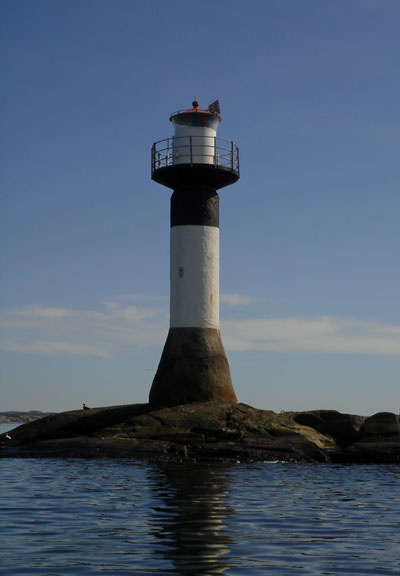
Fyren

Väcker är ett lågt skär i Tanums kommun, Bohuslän, Västra Götalands län. Skäret är beläget ungefär 1200 meter sydväst om Tjurpannan. Området kring Väcker är mycket exponerat vid vind och sjögång från syd till väst. Väcker ligger i ett område där flera farleder går samman. I området finns många förrädiska grund.

## Väcker fyr
Väcker fyr är en sektorfyr som uppfördes år 1939 på skäret Väcker. Fyren vägleder inseglingen från söder och väster mot Havstenssund samt mot Edsvik och farleden söderut mot Grebbestad. Farleden förbi Tjurpannan har ansetts som en av de mer riskabla passagerna utefter Bohuskusten.

## Historia
Beslut om att bygga Väcker fyr togs efter att en kutter förlist på skären väster om Morö då man gått på enslinjen som ges av fyrarna Havstenssund nedre och Havstenssund övre. Efter att fyren färdigställts hann den lysa en kort tid innan total mörkläggning verkställdes efter det tyska anfallet på Norge i april 1940.

## Etymologi
Skärets namn innehåller verbet väcka. Troligen är det en avledning från en äldre plural imperativform (vakna upp) som givit det nuvarande namnet.